# 贾罗莱
贾罗莱（義大利語：Giarole），是意大利亚历山德里亚省的一个市镇。总面积5.2平方公里，人口723人，人口密度139.0人/平方公里（2009年）。ISTAT代码为006082。